# John McEnery
John McEnery (31 de Março de 1833, Petersburg, Virgínia – 28 de Março de 1891) foi um político e advogado Democrata da Luisiana, considerado pelos democratas como o vencedor da altamente disputada eleição de 1872 para Governador da Luisiana. Após uma prolongada controvérsia sobre os resultados eleitorais, o candidato republicano  William Pitt Kellogg foi certificado como governador. McEnery, que serviu como oficial no Exército dos Estados Confederados durante a Guerra Civil Americana, foi impedido de assumir o cargo após intervenção do governo federal e de republicanos locais leais ao presidente Ulysses S. Grant.
Na eleição de 1872, McEnery, democrata, foi apoiado por uma coalizão de democratas e republicanos contrários a Grant, incluindo o governador republicano Henry C. Warmoth [en]. Os opositores de Warmoth no Partido Republicano permaneceram leais ao presidente Grant e apoiaram o candidato republicano William Pitt Kellogg.
O governador Warmoth nomeou a Junta de Apuração Eleitoral do Estado, responsável por administrar as eleições. Uma junta rival endossou Kellogg, embora a junta de Kellogg não tivesse votos ou cédulas para contar. Warmoth sofreu impeachment e foi removido por "roubar" a eleição. O vice-governador, o republicano negro P. B. S. Pinchback, assumiu como governador pelos últimos 35 dias do mandato de Warmoth. Tanto McEnery quanto Kellogg realizaram cerimônias de posse e certificaram listas de ocupantes de cargos locais. Na primavera de 1873, McEnery e seus aliados formaram uma legislatura paralela [en] em Nova Orleães.

Após uma tentativa fracassada em 1873, cinco mil membros de sua milícia branca armada entraram em Nova Orleães em 14 de setembro de 1874, enfrentando a polícia e a milícia estadual. Eles ocuparam a sede do governo estadual e o arsenal, expulsando o republicano Kellogg do cargo. Esse evento ficou conhecido como a Batalha de Liberty Place [en]. As forças só se retiraram de Nova Orleães quando tropas federais estavam a caminho. McEnery incentivou a ação armada em um discurso em junho:
Não há um homem de pensamento decente na Louisiana que negue que as linhas de distinção racial já estão nitidamente traçadas e que, a cada dia que passa, a brecha que separa a raça branca da raça de cor neste nosso Estado fica mais larga. Além disso, a menos que essa insolente usurpação dos direitos políticos e sociais do povo branco da Louisiana seja interrompida, chegará o dia do conflito irreprimível em que a força física resolverá os problemas políticos das cidades da Louisiana. O único meio de evitar essa calamidade está na união dos brancos do Estado, que representam sua virtude, coragem e riqueza, em uma falange compacta e imponente.
A controvérsia prolongada contribuiu para a violência em todo o estado. O Massacre de Colfax, ocorrido no Domingo de Páscoa de 1873, esteve relacionado à eleição disputada. Uma milícia democrata branca, formada por pessoas de paróquias vizinhas, atacou negros republicanos reunidos no tribunal de Colfax para defender ocupantes de cargos republicanos. Os atacantes mataram mais de 80 homens negros; três brancos morreram. Os eventos foram precedidos por rumores de ambos os lados, à medida que as tensões aumentavam na paróquia.
Da mesma forma, em Coushatta, sede da recém-formada Paróquia de Red River, o republicano Marshall H. Twitchell [en] era o influente senador estadual. Uma milícia branca expulsou seis ocupantes de cargos republicanos da cidade, mas os assassinou antes que pudessem deixar o estado. Em 1874, Edward T. Lewis [en] da Paróquia de St. Landry liderou a formação da organização paramilitar Liga Branca. Eles atuaram como um braço do Partido Democrata, expulsando republicanos e suprimindo o voto negro nas eleições. As paróquias de Grant e Colfax, formadas sob a legislatura da Reconstrução, foram nomeadas em homenagem ao presidente da Reconstrução Grant e ao Vice-Presidente Schuyler Colfax.
A identificação proeminente de McEnery com a supremacia branca ajudou seu irmão Samuel McEnery [en] a ser eleito Vice-Governador da Luisiana em 1880. Samuel McEnery assumiu o governo após a morte de Louis Wiltz [en] e permaneceu no cargo até 1888. Em meio a alegações de corrupção, Samuel McEnery não foi reeleito naquele ano.